# Linus Omark
Linus Karl Heimer Omark (* 5. Februar 1987 in Övertorneå) ist ein schwedischer Eishockeyspieler, der seit Mai 2023 erneut bei Luleå HF aus der Svenska Hockeyligan (SHL) unter Vertrag steht und dort auf der Position des linken Flügelstürmers spielt. Zuvor absolvierte Omark unter anderem 79 Spiele für die Edmonton Oilers und Buffalo Sabres in der National Hockey League (NHL).

## Karriere
Omark, der im nordschwedischen Övertorneå geboren wurde und aufwuchs, wechselte im Teenager-Alter zum Spitzenklub Luleå HF, der als einer der wenigen Vereine nicht im Süden des Landes beheimatet ist. Dort spielte Omark zwischen 2003 und 2006 sowohl bei den U18-Junioren in der zweitklassigen Allsvenskan als auch den U20-Junioren in der erstklassigen Elitserien. Nachdem er in der Saison 2003/04 noch hauptsächlich im U18-Team aufgelaufen war, kam er ab 2004 – im Alter von 17 Jahren – bereits regelmäßig in der U20-Mannschaft zum Einsatz. Im Verlauf der Saison 2005/06 gab der Flügelstürmer schließlich sein Debüt in der Seniorenmannschaft in der Elitserien.
Der Stürmer kam in der Spielzeit 2005/06 in 19 Spielen der Hauptrunde und drei Playoff-Partien zum Einsatz, in denen ihm eine Torvorbereitung gelang. Diese Ausbeute konnte er im Spieljahr 2006/07 deutlich steigern, als er in 50 Begegnungen 17 Scorerpunkte erzielte. Seine positive Entwicklung führte dazu, dass ihn die Edmonton Oilers im NHL Entry Draft 2007 in der vierten Runde an insgesamt 97. Stelle auswählten. Der Schwede verblieb jedoch in seiner Heimat und steigerte auch in den folgenden beiden Spielzeiten seine Offensivausbeute. Nachdem Omark in der Saison 2007/08 32 Punkte erzielt und seine Vorjahresproduktion fast verdoppelt hatte, steigerte er sich in der Saison 2008/09 erneut, als ihm 55 Punkte in nur 53 Spielen gelangen. Zudem konnte er in fünf Playoff-Spielen fünf weitere Assists beisteuern. Mit seinen 55 Punkten in der Hauptrunde war er hinter dem Norweger Per-Åge Skrøder und seinem Landsmann Fredrik Bremberg drittbester Scorer der gesamten Liga. Da sein Vertrag bei Luleå mit Ablauf der Spielzeit ausgelaufen war, bemühten sich die Edmonton Oilers intensiv um eine Verpflichtung ihrer Draftwahl aus dem Jahr 2007. Omark entschied sich aber für einen mit 2,6 Millionen US-Dollar dotierten Zweijahresvertrag beim russischen Traditionsklub HK Dynamo Moskau. Dort unterzeichnete am gleichen Tag auch sein Teamkollege Johan Harju. Allerdings besaß der Vertrag eine Ausstiegsklausel, die es Omark ermöglichte, bei einem entsprechenden Angebot von den Oilers aus der National Hockey League nach dem ersten Jahr dorthin zu wechseln, was im Sommer 2010 auch geschah.  Er spielte sein erstes Spiel für die Oilers am 10. Dezember 2010 gegen Tampa Bay und erzielte im entscheidenden Shootout den vielbeachteten Siegtreffer. Über die gesamte Saison setzte er sich schließlich in der NHL durch und erzielte fünf Tore und 22 Assists in insgesamt 51 Spielen für Edmonton.
Nachdem Omark während der Saison 2011/12 in die American Hockey League zu den Oklahoma City Barons abgeschoben worden war, unterzeichnete er im August 2012 einen Einjahresvertrag beim EV Zug aus der Schweizer National League A. Dort wurde er rasch zu einem Star der Liga und beendete die Saison 2012/13 mit 69 Punkten als Topscorer. Insbesondere im Zusammenspiel mit
Damien Brunner war Omark effektiv. Zur Saison 2013/14 kehrte er zu den Edmonton Oilers zurück, bestritt aber nur ein NHL-Spiel, bevor er erneut zu den Oklahoma City Barons beordert wurde. Dort war er mit 29 Punkten nach 28 Spielen Topscorer des Teams. Am 19. Dezember 2013 wurde Omark für ein Sechstrunden-Wahlrecht im NHL Entry Draft 2014 an die Buffalo Sabres abgegeben. Doch auch bei den Sabres konnte er sich nicht durchsetzen. Als er sich im Februar 2014 weigerte, für die Rochester Americans zu spielen, wurde er aus seinem Vertrag entlassen und kehrte zu seinem Heimatverein zurück.
Für Luleå HF absolvierte er bis Saisonende noch 11 Spiele, ehe er vom KHL-Einsteiger Jokerit verpflichtet wurde. Für Jokerit kam er in der Folge auf 55 Scorerpunkte in 70 KHL-Partien. Nach einem Jahr bei Jokerit wechselte er im Mai 2015 innerhalb der KHL zu Salawat Julajew Ufa. Bei Salawat war er in den folgenden Jahren Topscorer und Leistungsträger, nahm mehrfach am KHL All-Star Game teil und wurde von der KHL zweimal als Spieler der Woche ausgezeichnet. Im Juni 2020 wurde der inzwischen 33-jährige Flügelstürmer vom Genève-Servette HC für zwei Jahre verpflichtet. Zur Spielzeit 2021/22 kehrte er abermals zu Luleå HF zurück. Im Mai 2022 schloss er sich erneut dem Genève-Servette HC an und unterzeichnete dort einen Zweijahresvertrag. In der Saison 2022/23 gewann er mit den Genfern den ersten Schweizer Meistertitel der Vereinsgeschichte. Im Anschluss wurde der Vertrag vorzeitig aufgelöst, es folgte zur Saison 2023/24 die Rückkehr zu Luleå HF. Mit dem Klub gewann er im Frühjahr 2025 die schwedische Meisterschaft.

### International
Auf internationaler Ebene vertrat Omark sein Heimatland Schweden erstmals bei der Junioren-Weltmeisterschaft 2007 im eigenen Land. Nach Niederlagen im Halbfinale und im Spiel um den dritten Platz belegte er mit dem Team den vierten Rang und blieb somit ohne Medaille. Jedoch wurde er neben Nicklas Bäckström und Niklas Hjalmarsson von den Trainern als einer der drei besten schwedischen Spieler des Turniers ausgezeichnet.
Bei den Senioren wurde der Flügelstürmer erstmals zur Weltmeisterschaft 2009 in der Schweiz in den Kader der Tre-Kronor-Auswahl berufen. Im Rahmen der Vorbereitungsspiele auf das Turnier sorgte Omark Ende März für weltweites Aufsehen in der Eishockeyszene, als er in einem Spiel gegen den Gastgeber Schweiz den spielentscheidenden Treffer im Penaltyschießen mit einem Lupfer über Torhüter Marco Bührer erzielte. Auch bei den Welttitelkämpfen konnte sich der Stürmer mit fünf Assists im ersten Gruppenspiel auszeichnen. Am Ende gewann er mit dem Team die Bronzemedaille und war mit zehn Scorerpunkten zweitbester Punktesammler seines Teams.

## Erfolge und Auszeichnungen
| - 2004 Schwedischer U18-Junioren-Vizemeister mit Luleå HF - 2005 Schwedischer U20-Junioren-Vizemeister mit Luleå HF - 2009 Elitserien All-Star-Team - 2009 KHL-Rookie des Monats Oktober - 2011 Teilnahme am AHL All-Star Classic - 2013 PostFinance Top Scorer - 2013 Bester Vorlagengeber der National League A - 2013 NLA Media All-Star-Team | - 2014 Spengler Cup All-Star-Team - 2016 Teilnahme am KHL All-Star Game - 2016 Peter Forsberg Trophy - 2017 Nominierung zum KHL All-Star Game (keine Teilnahme) - 2018 Teilnahme am KHL All-Star Game - 2020 Teilnahme am KHL All-Star Game - 2023 Schweizer Meister mit dem Genève-Servette HC - 2025 Schwedischer Meister mit Luleå HF |

### International
- 2009 Bronzemedaille bei der Weltmeisterschaft
- 2010 Bronzemedaille bei der Weltmeisterschaft
- 2017 Goldmedaille bei der Weltmeisterschaft

## Karrierestatistik
Stand: Ende der Saison 2024/25

### International
Vertrat Schweden bei:
| - U20-Junioren-Weltmeisterschaft 2007 - Weltmeisterschaft 2009 - Weltmeisterschaft 2010 | - Weltmeisterschaft 2016 - Weltmeisterschaft 2017 - Olympischen Winterspielen 2018 |

(Legende zur Spielerstatistik: Sp oder GP = absolvierte Spiele; T oder G = erzielte Tore; V oder A = erzielte Assists; Pkt oder Pts = erzielte Scorerpunkte; SM oder PIM = erhaltene Strafminuten; +/− = Plus/Minus-Bilanz; PP = erzielte Überzahltore; SH = erzielte Unterzahltore; GW = erzielte Siegtore; 1 Play-downs/Relegation; Kursiv: Statistik nicht vollständig)